# Wolfgang von Löhneysen
Hans-Wolfgang Freiherr von Löhneysen (* 28. August 1917 in Lüneburg; † 27. September 2004 in Berlin) war ein deutscher Kunsthistoriker.

## Leben
Löhneysen wurde 1941 in Jena promoviert und lehrte von 1965 bis 1982 als Professor für Kunstgeschichte an der Hochschule der Künste in Berlin. Er schrieb Abhandlungen zur Kunst- und Geistesgeschichte des 19. und 20. Jahrhunderts. Von ihm wurden Goethes Schriften zur Kunst in der Cotta-Ausgabe in zwei Bänden herausgegeben und Schopenhauers sämtliche Werke in fünf Bänden textkritisch bearbeitet.

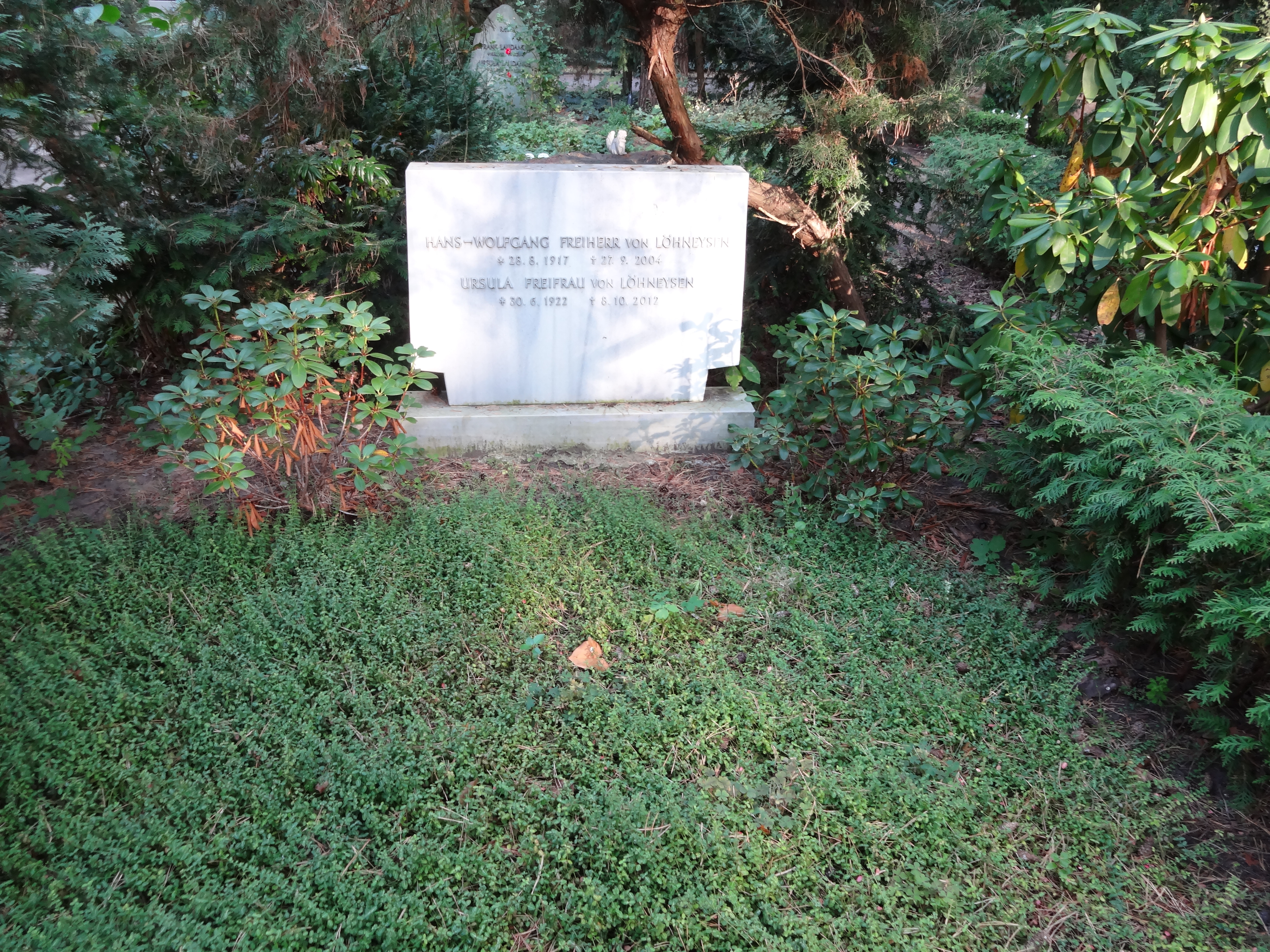
Grabstätte

Er ist auf dem Waldfriedhof Dahlem beigesetzt.

## Schriften
- Die ältere niederländische Malerei – Künstler und Kritiker, Erich Röth, Eisenach und Kassel 1956
- Aus alten Sagen, aber neu erzählt. Haude und Spener, Berlin 1969
- Mistra, Griechenlands Schicksal im Mittelalter, Prestel, München 1977
- Eine neue Kunstgeschichte, Walter de Gruyter, Berlin / New York 1984
- Heimat unter dem Himmel, Berg Athos, Heidelberger Verlagsanstalt, Heidelberg 1992
- Raffael unter den Philosophen, Philosophen über Raffael – Denkbild und Sprache der Interpretation, Duncker & Humblot, Berlin 1992. OCLC 797435643
- Erlebtes Altertum, Abhandlungen zur Kunst- und Geistesgeschichte, St. Augustin 1998
- Tageskreise – Lebenslinien, Menschen um 1770, Verlag Königshausen & Neumann, Würzburg 2001
- Goethe und Schopenhauer – Abhandlungen zu Literatur und Kunst, St. Augustin 2001
- Savonarolas heimliche Zeitgenossen, eine Lektüre für Freunde der Ironie; Kunst-Brücke, Berlin 2002.